# ジクロロフェニルホスフィン
ジクロロフェニルホスフィン (Dchlorophenylphosphine) は、化学式 C6H5PCl2 で表される有機リン化合物である。無色の粘稠な液体で、有機ホスフィン類の合成に一般的に用いられる。
ジクロロフェニルホスフィンは商業的に入手できる。または、塩化アルミニウムの触媒で、三塩化リンによるベンゼンの求電子置換によって調製することができる。この化合物は、他の化学物質、たとえばジメチルフェニルホスフィンの合成の中間体である。 
C6H5PCl2  +  2 CH3MgI   →   C6H5P(CH3)2  +  2 MgICl
マクコーマック反応では、ジクロロフェニルホスフィンがジエンを付加してクロロホスホレニウム環を生成する。